# Bestwig
Bestwig là một đô thị ở Hochsauerland, trong Nordrhein-Westfalen, Đức.
Bestwig tọa lạc bên bờ sông Ruhr, khoảng 10 km về phía đông của Meschede.

## Các đô thị giáp ranh
- Olsberg
- Schmallenberg
- Meschede
- Rüthen
- Warstein

## Các khu vực dân cư
- Bestwig (1.334 dân)
- Velmede (3.461 dân)
- Ramsbeck (2.047 dân)
- Ostwig (1.655 dân)
- Nuttlar (1.671 dân)
- Heringhausen (903 dân)
- Berlar
- Andreasberg
- Wasserfall